# مارسيا إيتكن
مارسيا إيتكن (بالإنجليزية: Marcia Aitken)‏ هي مغنية جامايكية، ولدت في 1962.

## وصلات خارجية
- مارسيا إيتكن على موقع ميوزك برينز (الإنجليزية)
- مارسيا إيتكن على موقع ديسكوغز (الإنجليزية)